# Settling Down
Settling Down è un singolo della cantante statunitense Miranda Lambert, pubblicato il 21 settembre 2020 come terzo estratto dal settimo album in studio Wildcard.

## Descrizione
Il brano è stato scritto dalla stessa interprete con Luke Dick e Natalie Hemby e prodotto da Jay Joyce. È composto in chiave di Fa diesis minore ed ha un tempo di 90 battiti per minuto.

## Video musicale
Il video musicale del brano, diretto da Trey Fanjoy, è stato reso disponibile il 21 ottobre 2020.

## Tracce
Download digitale (versione acustica)
1. Bluebird – 2:27

## Classifiche
| Classifica (2021) | Posizione massima |
| ----------------- | ----------------- |
| Canada            | 51                |
| Stati Uniti       | 41                |